# Joel Ribeiro
Joel da Silva Ribeiro (Guadalupe, 1 de julho de 1928 – Teresina, 18 de abril de 2022) foi um militar, engenheiro civil, engenheiro militar e político brasileiro que foi prefeito de Teresina e deputado federal pelo Piauí.

## Dados biográficos
Filho de Horácio da Silva Ribeiro e Maria de Sá Ribeiro. Aluno da Academia Militar das Agulhas Negras em Resende, chegou a aspirante a oficial da arma de engenharia em 1951 e no ano seguinte transferiu-se para o Rio Grande do Sul onde permaneceu seis anos. Graduado em Engenharia Civil e Engenharia Militar pelo Instituto Militar de Engenharia em 1962 com pós-graduação em Engenharia Rodoviária pela Universidade Federal do Rio de Janeiro no ano seguinte. De volta ao Nordeste filiou-se à ARENA em 1966 e estreou na política ao ocupar o cargo de prefeito de Teresina (1971-1975) durante o primeiro governo Alberto Silva.
Presidente da Companhia Energética do Piauí (CEPISA) no governo Dirceu Arcoverde (1975-1978) foi eleito deputado federal em 1978 migrando para o PDS com a reforma partidária de 1980 sem, contudo, se reeleger em 1982. Com a Nova República filiou-se ao PFL em 1985 e ao PSDB em 1996 e foi nomeado interventor em Altos pelo governador Mão Santa em setembro desse ano.
Seu pai foi eleito prefeito de Guadalupe em 1948.